# Управление профессиональной ответственности
Управление профессиональной ответственности (англ. Office of Professional Responsibility, OPR) — подразделение, входящее в состав Министерства юстиции США и контролируемое ФБР. Управление отвечает за расследование деятельности юристов, нанятых Министерством юстиции, обвиненных в неправомерных действиях или преступлениях при исполнении своих служебных обязанностей.

## История
Управление создано в 1975 году по приказу генерального прокурора США Эдварда Леви после того, как были обнаружены этические нарушения и правонарушения со стороны высокопоставленных чиновников Министерства юстиции во время Уотергейтского скандала. В распоряжении Управления было 27 сотрудников и годовой бюджет 58 миллионов долларов.
Приказ Министерства предписывал Управлению «получать и проверять любую информацию, касающуюся поведения сотрудника департамента, которое может нарушать закон, постановления, приказы или применимые стандарты поведения».
С создания в 1975 году Управление возглавляли:
- 1975—1997: Майк Шахин (Mike Shaheen)[4]
- 1998—2009: Маршалл Джарретт (H. Marshall Jarrett)[5]
- 2009—2011: Мэри Браун (Mary Patrice Brown, исполняющая обязанности руководителя[6]
- 2011—2018: Робин Эштон[7]
- 2018—2019: Кори Эмундсон (Corey R. Amundson)[8]
- 2020 — настоящее время: Джеффри Рэгсдейл (Jeffrey R. Ragsdale)[9][10] (исполняющий обязанности главы, сентябрь 2019 г. — май 2020 г.)

## Миссия
Основная задача Управления — обеспечить, чтобы юристы Министерства юстиции США выполняли свои обязанности в соответствии с профессиональными стандартами.
Управление обеспечивает независимое расследование стандартов этического и уголовного поведения адвокатов Министерства юстиции. В то же время Управление Генерального инспектора (Office of the Inspector General, OIG) Министерства юстиции обладает юрисдикцией в отношении сотрудников Министерства юстиции, не являющихся адвокатами.
Управление получает сообщения об обвинениях в неправомерных действиях, выдвинутых против адвокатов Министерства юстиции. Почти половина всех подобных обвинений в Управление поступала из внутренних источников в Министерстве юстиции, например, от других адвокатов. Остальные жалобы поступают из различных источников, в том числе от частных адвокатов, ответчиков и истцов по гражданским делам, других федеральных агентств, должностных лиц органов власти штата или местного самоуправления, обращений судебных органов и Конгресса, а также из сообщений средств массовой информации.
Управление рассматривает каждое обвинение и определяет, оправдано ли дальнейшее расследование. Определение является вопросом следственного решения, которое учитывает множество факторов, включая характер обвинения, его вероятную достоверность, особенности, его доступность к достоверной проверке и источник обвинения. Решение о возбуждении дела не порождает презумпции виновности и не перекладывает бремя доказывания на обвиняемого.
Зачастую Управление уведомляет адвоката обвиняемого и запрашивает письменный ответ. Иногда Управление также проводит расследования на местах. Далее оно сообщает о результатах расследования руководителю соответствующего компонента и канцелярии Заместителя генерального прокурора (Deputy Attorney General). Управление также сообщает истцу и адвокату обвиняемого о своем заключении.